# Ken Iwase
Ken Iwase (jap. 岩瀬 健, Iwase Ken; * 8. Juli 1975 in der Präfektur Gunma) ist ein ehemaliger japanischer Fußballspieler und -trainer.

## Karriere
Iwase erlernte das Fußballspielen in der Schulmannschaft der Narashino High School. Seinen ersten Vertrag unterschrieb er 1994 bei den Urawa Red Diamonds. Der Verein spielte in der höchsten Liga des Landes, der J1 League. Für den Verein absolvierte er 30 Erstligaspiele. Im September 1998 wechselte er zum Zweitligisten Ōmiya Ardija. Für den Verein absolvierte er 69 Spiele. Ende 2002 beendete er seine Karriere als Fußballspieler.